# جيم روبنسون
جيم روبنسون (بالإنجليزية: Jim Robinson)‏ (1925 - ) هو ملاكم أمريكي، صنّف ضمن فئة وزن ثقيل.

## روابط خارجية
- جيم روبنسون على موقع بوكس ريك (الإنجليزية) (registration required)